# 琼海苎麻
琼海苎麻（学名：Boehmeria lohuiensis）是荨麻科苎麻属的植物，是中国的特有植物。分布在中国大陆的海南等地，一般生于河边疏林中，目前尚未由人工引种栽培。